# ソイレント・グリーン
『ソイレント・グリーン』（Soylent Green）は、1973年のアメリカ合衆国のSFサスペンス映画。監督はリチャード・フライシャー、出演はチャールトン・ヘストンとエドワード・G・ロビンソンなど。
ハリイ・ハリスンの小説『人間がいっぱい』を原作とした、人口爆発により資源が枯渇し、格差が拡大した、暗鬱な未来社会で起こる殺人事件とその背景を描いたディストピアSF映画。
タイトルにもある「ソイレント」とは大豆（soybean）とレンズ豆（Lentil）から連想された造語とされる。
エドワード・G・ロビンソンは本作の公開前に他界しており、本作品が遺作となった。

## ストーリー
2022年、とどまるところを知らない人口増加により、世界は食住を失った人間が路上に溢れ、一部の特権階級と多くの貧民という格差の激しい社会となっていた。肉や野菜といった本物の食料品は宝石以上に希少で高価なものとなり、特権階級を除くほとんどの人間は、ソイレント社が海のプランクトンから作るという合成食品の配給を受けて、細々と生き延びていた。
ある夜、ソイレント社の幹部サイモンソンが殺害される。ニューヨークに住む殺人課のソーン刑事は、同居人の老人・ソルの協力を得て捜査に乗り出すが、様々な妨害を受けた後、新製品「ソイレント・グリーン」の配給中断による暴動のどさくさに紛れて暗殺されそうになる。
そんな中、自室に戻ったソーンは、ソルが「ホーム」（＝公営安楽死施設）に行ったことを知る。慌ててホームに向かったソーンは、真実を知ってしまったが故に、死を選ぶしかなかったソルの最期を見届けることになる。草原や大海原などの映像とベートーヴェンの交響曲第6番「田園」の響きに包まれてソルが死んだ後、ソーンはその遺言に従い、裏付けを取るために死体を追跡する。そしてソルをはじめ多数の死体がトラックでソイレント社の工場に運び込まれ、人間の死体からソイレント・グリーンが生産されている事実を突き止める。その後、暗殺者の襲撃を受け、彼らを倒したものの自身も深手を負ったソーンは、簡易担架で搬送されながら声高に真実を叫ぶのだった。

### トリビア
- ラストの「人間を飼うようになる」という台詞の伏線として、既に特権階級では若く美しい女性を家具として部屋に置くことが当然となっている。
- ソルに代表される複数の老人は、幾多の書物から知識を得て自らも「本人間」ともいうべき存在となっている。レイ・ブラッドベリの『華氏451度』に登場する、本の内容をまるごと暗記してそらんじることのできるレジスタンスを連想させるが、彼らとは異なり職業として「本」という物品の代用となっている。
- 作中でコンピュータゲームをプレイしている場面があるが、これは本作の2年前に登場した世界初のアーケードゲーム『コンピュータースペース』である[2][3]。

## キャスト
| 役名                        | 俳優                      | 日本語吹替                                            |
| 役名                        | 俳優                      | フジテレビ版                                          |
| --------------------------- | ------------------------- | ----------------------------------------------------- |
| ロバート・ソーン            | チャールトン・ヘストン    | 納谷悟朗                                              |
| シャール                    | リー・テイラー＝ヤング    | 喜多道枝                                              |
| タブ・フィールディング      | チャック・コナーズ        | 大塚周夫                                              |
| ハッチャー警部              | ブロック・ピーターズ      | 渡部猛                                                |
| マーサ                      | ポーラ・ケリー            |                                                       |
| ソル・ロス                  | エドワード・G・ロビンソン | 浮田左武郎                                            |
| ギルバート                  | スティーヴン・ヤング      |                                                       |
| ウィリアム・R・サイモンソン | ジョゼフ・コットン        | 吉水慶                                                |
| 不明 その他                 |                           | 納谷六朗 北村弘一 藤本譲 石森達幸 細井重之 鈴木れい子 |
| 日本語スタッフ              |                           |                                                       |
| 演出                        |                           |                                                       |
| 翻訳                        |                           |                                                       |
| 効果                        |                           |                                                       |
| 調整                        |                           |                                                       |
| 制作                        |                           |                                                       |
| 解説                        | 解説                      | 高島忠夫                                              |
| 初回放送                    | 初回放送                  | 1978年4月21日 『ゴールデン洋画劇場』                  |

※日本語吹替はDVD未収録

## 作品の評価

### 映画批評家によるレビュー
Rotten Tomatoesによれば、39件の評論のうち高評価は69%にあたる27件で、平均点は10点満点中6.1点、批評家の一致した見解は「メロドラマ的でところどころにムラがあるのは確かだが、『ソイレント・グリーン』はディストピアの未来についての暗く、説得力のある洞察力で最終的には成功している。」となっている。

### 受賞歴
1974年アヴォリアッツ国際ファンタスティック映画祭グランプリ受賞、サターンSF映画賞受賞。

### 後の作品への影響
- 藤子・F・不二雄の短編作品『定年退食』は設定やストーリーに類似点があるが、藤子は盗作を否定している[7]。